# Kawabe (Ehime)
La Villa de Kawabe (河辺村 Kawabe-mura?) fue una villa del Distrito de Kita en la Región de Nanyo (南予地方 Nanyo-chihō?) de la Prefectura de Ehime, en Japón.

## Características
Se situaba a aproximadamente 70 km de la Ciudad de Matsuyama, en la zona oriental del Distrito de Kita. Corresponde a la cuenca del curso superior del Río Kawabe (河辺川 Kawabe-gawa?). 
Hacia el este limitaba con el Pueblo de Oda (en la actualidad es parte del Pueblo de Uchiko) del Distrito de Kamiukena, hacia el oeste con el Pueblo de Hijikawa del Distrito de Kita, hacia el sur con el Pueblo de Nomura del ya desaparecido Distrito de Higashiuwa, y hacia el norte con los pueblos de Uchiko y de Ikazaki, ambas del Distrito de Kita.
A pesar de limitar con varios pueblos estaba separada de ellas por zonas montañosas por lo que estaba comunicada por caminos sinuosos, a excepción del Pueblo de Hijikawa.
Cerca del límite con el Pueblo de Hijikawa, existe desde hace ya varios años, un proyecto para construir la Represa de Yamatosaka (山鳥坂ダム Yamatosaka-damu?). Hasta que no se determinen los detalles de la represa, las rutas que quedarían cubiertas por agua están sin mantenimiento. Debido a que una de las rutas en cuestión es el principal medio de acceso a lo que fue la villa, sus habitantes esperan que el proyecto sea concretado a la brevedad.

## Historia
- 1909: el 1° de abril se fusionan las villas de Yamatosaka (山鳥坂村 Yamatosaka-mura?) y Okuna (奥南村 Okuna-mura?), formando la Villa de Kawabe.
- 1943: el 1° de abril se fusionan las villas de Kawabe, Ootani (大谷村 Ootani-mura?), Uwagawa (宇和川村 Uwagawa-mura?) y una parte de la Villa de Ukena (浮穴村 Ukena-mura?) del Distrito de Kamiukena, formando la Villa de Hijikawa (肱川村 Hijikawa-mura?).
- 1951: el 1° de enero la Villa de Hijikawa es dividida en las villas de Hijikawa y Kawabe (por lo que vuelve a resurgir).
- 2005: el 11 de enero es absorbida junto a los pueblos de Hijikawa y Nagahama por la Ciudad de Oozu.